# Unheilig/Konzerte und Tourneen

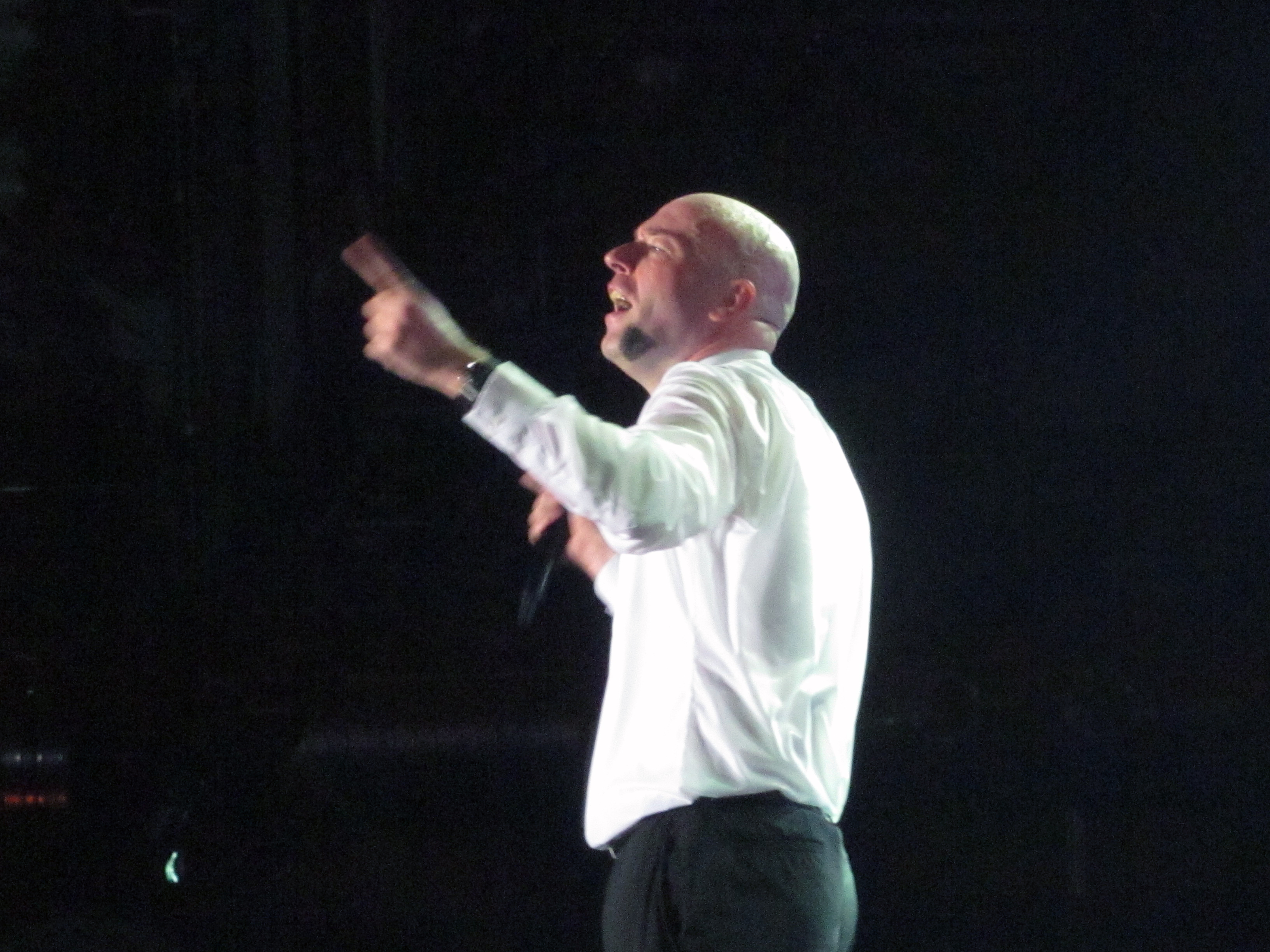
Der Graf bei einem Konzert

Dies ist eine Liste über alle absolvierten Tourneen der deutschen Pop-, Electro-Rock-, Neue Deutsche Härte-Band Unheilig.

## Tourneen
| Jahr | Titel                                            | Zeitraum                              | Anzahl der Auftritte     |
| --- | ------------------------------------------------ | ------------------------------------- | ------------------------ |
| 2004 | Club Tour 2004                                   | 27. Februar 2004 – 7. März 2004       | 9 ( 9)                   |
| Die Clubtour führte Unheilig zu neun Konzerten in Deutschland. |                                                  |                                       |                          |
| 2006 | „Goldene Zeiten“ Tour                            | 16. Februar 2006 – 8. April 2006      | 15 ( 12, 1, 1)           |
| Die „Goldene Zeiten“ Tour bestand insgesamt aus 15 Konzerten, wovon 1 in Arnhem und 1 in Barcelona stattfand. |                                                  |                                       |                          |
| 2006 | Orkus Festival Club Tour (mit Project Pitchfork) | 29. September 2006 – 8. Oktober 2006  | 10 ( 10)                 |
| Das Lied Ich will Leben war ursprünglich nur als Bonus-Track für das Unheilig-Live-Album Goldene Zeiten gedacht. Die beiden Bands verstanden sich nach der Aufnahme des Liedes so gut, dass sie ein halbes Jahr später zusammen auf Tour gingen. Zwei Wochen vor Tourbeginn veröffentlichten die beiden Bands die Single Ich will leben zu Promotionszwecken. |                                                  |                                       |                          |
| 2008 | „Puppenspiel Live – Vorhang auf!“ Tour           | 13. März 2008 – 25. Oktober 2008      | 55 ( 27, 17, 3, 2, 1, 1) |
| Die „Puppenspiel Live – Vorhang auf!“ Tour führte Unheilig neben Deutschland, Österreich und der Schweiz auch nach Russland, Spanien, den Niederlanden, Polen und Rumänien. Während dieser Tour, hatten Unheilig drei verschiedene Vorgruppen: Down Below, FAQ und goJA moon ROCKAH.                                                                          |                                                  |                                       |                          |
| 2010–2011 | „Große Freiheit“ Tour                            | 19. März 2010 – 16. April 2011        | 90 ( 72, 9, 6, 2, 1)     |
| Die „Große Freiheit“ Tour war die bis dato größte Tour von Unheilig. Die über ein Jahr dauernde Tour führte die Band erstmals auch nach Belgien. |                                                  |                                       |                          |
| 2011 | „Heimreise“ Tour                                 | 4. Juni 2011 – 3. September 2011      | 16 ( 16)                 |
| Bei der „Heimreise“ Tour gab Unheilig verschiedene Freiluftkonzerte in Deutschland. |                                                  |                                       |                          |
| 2012–2013 | „Lichter der Stadt“ Tour                         | 30. Juni 2012 – 25. Oktober 2013      | 52 ( 44, 6, 2)           |
| Die „Lichter der Stadt“ Tour bestand aus 52 Konzerten in drei Abschnitten. Das Konzert in Innsbruck musste wegen Terminkollisionen abgesagt werden. |                                                  |                                       |                          |
| 2014 | „Alles hat seine Zeit – Best of Unheilig“ Tour   | 20. Juni 2014 – 13. September 2014    | 14 ( 11, 1, 1, 1)        |
| Die Tour promotete Unheiligs Best-Of Album Alles hat seine Zeit – Best of Unheilig 1999–2014. |                                                  |                                       |                          |
| 2015 | „Gipfelstürmer Hallen-Tournee“                   | 6. April 2015 – 25. September 2015    | 29 ( 26, 1, 2)           |
| Die „Gipfelstürmer“ Tour bestand aus 29 Konzerten in Deutschland, Österreich und der Schweiz. |                                                  |                                       |                          |
| 2015–2016 | „Zeit zu gehen – Die Abschiedstournee“           | 23. Oktober 2015 – 10. September 2016 | 22 ( 17, 3, 2)           |
| Mit der Veröffentlichung von Zeit zu gehen läuteten Unheilig ihre Verabschiedung von ihren Fans ein. |                                                  |                                       |                          |
| 2016 | „Ein letztes Mal – Die Open Air Konzerte 2016“   | 13. Mai 2016 – 10. September 2016     | 28 ( 24, 2, 2)           |
| Die „Ein letztes Mal – Open Air“ Tour ist die Abschlusstournee von Unheilig. Die Tournee endet mit dem Abschiedskonzert am 10. September 2016 im Kölner Rheinenergiestadion |                                                  |                                       |                          |
| 2018 | „Zeitreise 2018“ Tour                            | 19. April 2018 – 27. Mai 2018         | 15 ( 15)                 |
| Die „Zeitreise 2018“ Tour war eine gemeinsame Tour von Unheilig und The Dark Tenor, letztere übernahm den Gesang des Grafen, der bei dieser Tour nicht dabei war. |                                                  |                                       |                          |
| 2025 | „wieder zurück“ Tour                             | 21. November 2025 – 29. Dezember 2025 | 6 ( 6)                   |

## Tourneen als Vorband
| Jahr                                                                                  | Titel           | Zeitraum                        | Anzahl der Auftritte |
| ------------------------------------------------------------------------------------- | --------------- | ------------------------------- | -------------------- |
| 2003                                                                                  | Tour 2003 (ASP) | 20. Februar 2003 – 2. März 2003 | 11 ( 9, 1, 1)        |
| Im Rahmen von ASPs Tour 2003 traten Unheilig und L’Âme Immortelle als Vorgruppen auf. |                 |                                 |                      |